# Xenurolebias myersi
Xenurolebias myersi, popularmente chamado de peixe-anual, é um peixe actinóptero endêmico do Brasil da família dos rivulídeos (Rivulidae).

## Ecologia
Xenurolebias myersi habita águas doces bentopelágicas de bacias de rios costeiros do sudeste do Brasil, nos estados do Espírito Santo e Bahia. Ocasionalmente é encontrado em piscinas sazonais, bem como várzeas de rios, e é difícil de manter em aquário. Dentro de sua extensão ocorre no Parque Estadual de Itaúnas, no Espírito Santo. Seu período gestacional é de quatro meses.

## Descrição
Xenurolebias myersi possui de 12 a 18 raios moles dorsais e de 19 a 23 raios moles anais. Em número de vértebras, varia de 28 a 29. Difere de todos os outros congêneres por ter a barbatana caudal sublanceolada, nunca formando uma ponta distinta posteriormente em indivíduos maiores e manchas amarelas claras distintas na porção distal da barbatana anal em machos. Especificamente, difere de X. cricarensis e X. izecksohni por ter menos barras marrom-escuras na barbatana caudal nos machos (4-6, contra 7-10 em X. cricarensis e 9-12 em X. izecksohni); de X. izecksohni por apresentarem menos barras cinza-escuras no flanco nas fêmeas (9-11 contra 12-13), na barbatana dorsal, nos machos, com barras claras curtas na porção basal e pequenas manchas redondas claras na porção distal, ausência de barras curtas oblíquas na porção ventral da barbatana caudal em machos, corpo mais profundo (29,0-31,4% em machos e 30,1-33,9% em fêmeas, contra 27,1- 28,5% e 28,5-30,6%, respectivamente) e maxilar inferior mais longo (22,4-24,5% do comprimento da cabeça nos machos e 19,6-21,4% nas fêmeas, contra 18,6-20,9% e 17,7-19,7%, respectivamente); e de X. pataxo por ter a cabeça mais larga (71,5-74,6% nos machos e 74,5-81,1% nas fêmeas, contra 65,7-71,1% e 65,8-70,3%, respectivamente), filamentos mais curtos na barbatana dorsal nos machos (atingindo entre a base e o meio da barbatana caudal) e a presença de manchas pretas na parte posterior do pedúnculo caudal nas fêmeas.

## Conservação
Em 2005, foi classificado como vulnerável na Lista de Espécies da Fauna Ameaçadas do Espírito Santo; em 2013, foi citado como uma da espécies do Sumário Executivo do Plano de Ação Nacional para a Conservação dos Peixes Rivulídeos Ameaçados de Extinção; em 2014, foi classificada como em perigo na Portaria MMA N.º 444 de 17 de dezembro de 2014; em 2017, como em perigo na Lista Oficial das Espécies da Fauna Ameaçadas de Extinção do Estado da Bahia; e em 2018, como em perigo no Livro Vermelho da Fauna Brasileira Ameaçada de Extinção do Instituto Chico Mendes de Conservação da Biodiversidade (ICMBio).